# 中国证券业协会
中国证券业协会（英語：Securities Association of China）是一个中国证券业的自律性组织和监管性机构，现任会长是银河证券董事长陈共炎。

## 历史
1991年8月28日在中国北京成立，受到中国证券监督管理委员会和中华人民共和国民政部管理，协会旨在收集整理证券信息服务会员，加强证券业的自律管理，依法维护会员合法权益。截至2018年10月，共有会员440家。
2018年10月与日本证券业协会签署深化合作谅解备忘录。因在脱贫攻坚战中作出突出贡献，2021年2月25日全国脱贫攻坚总结表彰大会上，中国证券业协会被授予“全国脱贫攻坚先进集体”。